# Mieczysław Moczar
Mieczysław Moczar, de vrai nom Mykoła Demko ou Diomko, né le 25 décembre 1913 à Łódź, mort le 1er novembre 1986  à Varsovie, est un dirigeant communiste polonais, agent de la GRU, ministre de l'Intérieur, membre du comité central puis membre suppléant du bureau politique du Parti ouvrier unifié polonais (PZPR), président de l'association des anciens combattants Związek Bojowników o Wolność i Demokrację ZBoWiD (Union des combattants pour la liberté et la démocratie), président de la Cour suprême de contrôle NIK, Najwyższa Izba Kontroli.

## Biographie
Le père de Moczar, Tichon Demko (ou Diomko), est un Biélorusse orthodoxe du village de Szostakowo, sa mère Bronisława Wierzbicka est la fille d'un propriétaire terrien catholique de Łódź . L'éducation de Moczar est sommaire : école primaire à Łódź, suivi de la formation professionnelle de 3 ans en ferronnerie. Il travaille ensuite comme ouvrier dans une usine textile.
En 1937, il devient membre du Parti communiste de Pologne. En 1938-1939 il est en prison pour un délit de droit commun. Le 6 septembre 1939, lors de l'agression du Troisième Reich contre la Pologne, les gardiens polonais ouvrent la prison et tous les prisonniers peuvent s'en échapper avant l'arrivée des Allemands. 
Réfugié en zone d'occupation soviétique à Białystok, Moczar se présente aux autorités russes comme volontaire pour faire de l'agitation pendant la campagne électorale, qui, en octobre 1939 prépare l'annexion de la Biélorussie occidentale à l'URSS. Il se fait remarquer par le NKVD et il est envoyé en formation dans ses établissements près de Smolensk, puis à Gorki, enfin sur le terrain de sa ville de Łódź. Chef de cette région à seulement 32 ans, Moczar s'y distingue par la bestialité des traitements infligés à ses captifs, essentiellement des soldats de la résistance polonaise de l'AK (Armée de l'Interieur). Tortures, pendaisons, exécutions sommaires étaient la règle.

### L'ascension
Amené à collaborer avec Władysław Gomułka dans la clandestinité, Moczar fait après la guerre une carrière rapide dans l'appareil de sécurité et dans le Parti ouvrier unifié polonais (PZPR) où il entre au Comité central en 1945. Bien que proche de Gomułka, il le renie et se tire sans trop de dommages des purges de 1948, rétrogradé au rang de suppléant du comité centrale et nommé voïvode de la région d'Olsztyn où il se fait de nouveau remarquer par sa brutalité, notamment envers les minorités de souche germanique polonisée. 
Le retour de Gomułka au pouvoir ouvre à Moczar une seconde carrière, en lui donnant avec le poste de vice-ministre de l’Intérieur, la haute main sur la sécurité où il installe ses protégés. L'épuration de 1959 lui donne l'occasion d'étendre encore plus son influence.
Au cours des années soixante, Moczar établit son influence à l'intérieur de l'appareil d'État et surtout dans les organes de sécurité, mais sa position au sein du parti était comparativement très faible. En 1965-66, il n'est que membre du comité central. Moczar s’emploie donc à consolider ses appuis à l'extérieur à partir de l'organisation des anciens combattants polonais (ZBoWiD) dont il a assumé la présidence à partir de 1964. ZBoWiD assume un rôle de premier plan à l'échelle nationale car il évoque la lutte, dont chaque Polonais est fier et à laquelle des millions ont participé. De plus, le ZBoWiD occupe une position stratégique importante du fait qu'il regroupe des éléments de la société tout entière. Il est significatif que parmi les préoccupations principales de Moczar figure l'élargissement de la base sociale de ZBoWiD réalisé par l'accueil des anciens membres de la résistance non communiste, voire anticommuniste, et la consolidation des liens entre les membres et l'organisation, grâce aux nombreux avantages sociaux et matériaux dont ils pouvaient bénéficier. La seule idéologie commune à un rassemblement aussi hétérogène était le patriotisme.
Moczar est connu pour ses positions ultranationalistes, xénophobes et antisémites (prétendument antisionistes) au sein de la direction du Parti ouvrier unifié polonais (PZPR) dans les années 1960, notamment connu pour son rôle dans la répression des événements de mars 1968, quand le général Moczar et ses "Partisans" mènent l'offensive contre les révisionnistes, les "sionistes" et autres ennemis du peuple. Cette action qui lui vaut une promotion et Moczar quitte son ministère pour devenir secrétaire du comité central du parti. 
En décembre 1970, une hausse considérable des produits alimentaires provoque une explosion sociale dans les villes du Nord. La répression fit quarante morts parmi les ouvriers. Le premier secrétaire, Władysław Gomułka, est contraint à la démission. Face à la révolte nationale, deux groupes paraissaient à même de ressaisir le gouvernement. Le premier, animé par le général Moczar, flatte le chauvinisme et préconise la manière forte. Le second, dont Edward Gierek est le symbole, met l’accent sur l’organisation rationnelle. Ce dernier finit par l’emporter et devint premier secrétaire en décembre 1970, laissant à son rival le contrôle de l’armée et de la police. 
En 1971 Moczar est évincé du comité central.
De 1971 à 1983, il est président de la Cour suprême de contrôle. 
Il meurt le 1er novembre 1986 à Varsovie.